# Zlatko Kranjčar
Zlatko "Cico" Kranjčar (né le 15 novembre 1956 à Zagreb, à l'époque en ex-Yougoslavie et aujourd'hui en Croatie, et mort le 1er mars 2021 dans la même ville) est un footballeur international croate (et également international yougoslave), qui évoluait au poste d'attaquant, avant de devenir ensuite entraîneur.
Son fils Niko est aussi footballeur, ayant également porté les couleurs de la Croatie.

## Biographie

### Carrière de joueur
Zlatko Kranjčar (prononciation croate: [ˈzlatkɔ ˈkraɲtʃaːr]) commence sa carrière de footballeur au Dinamo Zagreb en 1966, à l'âge de 10 ans, club où il restera jusqu'en 1983.
À la fin de l'année 1983, s'étant fait repérer par plusieurs clubs étrangers après un titre de champion de Yougoslavie en 1982, l'équipe autrichienne du SK Rapid Wien l’enrôle, et il évolue sous ses nouvelles couleurs durant sept années, remportant cinq titres nationaux.
Puis, avant de prendre sa retraite, Zlatko signe pour un an avec le club autrichien de SKN St. Pölten en 1990. 
Entre 1977 et 1983, il joue onze matchs avec la Yougoslavie, marquant trois buts. 
Puis, après la guerre et l'indépendance de la Croatie, il joue deux fois en tant que capitaine pour l'équipe de Croatie en 1990, marquant un but.

### Carrière d'entraîneur
Kranjčar entame ensuite sa carrière d'entraîneur en 1991 avec le SK Austria Klagenfurt, puis pour le Segesta Sisak de 1992 à 1994 en Croatie, avant de signer son contrat avec le Croatia Zagreb (aujourd'hui devenu Dinamo Zagreb), son club de cœur, formateur, avec lequel il gagne le doublé coupe-championnat en 1994. 
Puis, en 1996, il part entraîner un club qu'il a jadis bien connu également, puisqu'il s'agit du FC Linz en Autriche, puis il va par la suite entraîner de nombreux clubs comme le NK Zagreb, le Slaven Belupo, le NK Samobor et une seconde fois le Croatia Zagreb en 1998, remportant à cette occasion le championnat et la coupe.
Voulant changer d'air, il tente l'aventure en Égypte en 1999 en partant entraîner l'équipe d'Al Masry (à Port-Saïd) et tente également l'expérience slovène avec le NK Mura en 2000. 
En 2002 il devient le nouvel entraîneur du NK Zagreb, remportant encore une fois le championnat, avant d'être nommé, en 2004, sélectionneur de l'équipe nationale de Croatie avec laquelle il participe à la coupe du monde 2006. 
Après 2006, il ré-entraîne des clubs nationaux excepté une courte expérience en 2007 aux Émirats au club d'Al Sha'ab Sharjah.
En 2009, il entraîne le grand club iranien de FC Persepolis, à Téhéran.
En février 2010, il prend en main l'équipe du Monténégro. Il est démis de ses fonctions le 8 septembre 2011 à la suite d'une défaite contre le Pays de Galles (1-2) en éliminatoires de l'Euro 2012.
Le 28 octobre 2011, il signe un contrat de deux ans avec le club iranien du Sepahan, remplaçant son compatriote Luka Bonacic. Pour son premier match comme entraîneur, Sepahan obtient un match nul (0-0) contre Persepolis.

## Palmarès

### Palmarès de joueur
| Dinamo Zagreb - Championnat de Yougoslavie (1) : - Champion : 1981-82. - Coupe de Yougoslavie (2) : - Vainqueur : 1979-80 et 1982-83. |  | Rapid de Vienne - Championnat d'Autriche (2) : - Champion : 1986-87 et 1987-88. - Coupe d'Autriche (3) : - Vainqueur : 1983-84, 1984-85 et 1986-87. |

### Palmarès d'entraineur
| Croatia Zagreb - Championnat de Croatie (2) : - Champion : 1993-94 et 1997-98. - Coupe de Croatie (2) : - Vainqueur : 1993-94 et 1997-98. |  | NK Zagreb - Championnat de Croatie (1) : - Champion : 2001-02. |